# Mogens Scheel von Plessen
 Der er flere personer med dette navn, se Mogens Scheel-Plessen (flertydig).
Mogens Scheel von Plessen (født 28. december 1713 på Fussingø, død 23. marts 1749 i København) var en dansk godsejer, kammerherre og overceremonimester ved hoffet.

## Virke
Han var ældste søn af Christian Ludvig von Plessen og Charlotte Amalie Skeel, arvede Stamhuset Fusingø med Fussingø mm. ved sin moders død 1729, men døde i ung alder og blev overlevet af faderen med tre år. I stedet blev det derfor Mogens Scheel von Plessens ældste søn, Christian Ludvig Scheel von Plessen, der arvede sin farfaders gods (Selsø) og faders gods (Fussingø) og endda også i 1757 fik nogle af Carl Adolph von Plessens mange besiddelser, nemlig Saltø, Harrested og Lindholm.
Mogens Scheel von Plessen var Hvid Ridder.
Han blev gift 3. oktober 1736 i Preetz med Elisabeth Christine von Thienen (27. september 1715 på Gut Güldenstein - 31. juli 1788 på Gut Wahlstorf), datter af Henrik von Thienen (1686-1737) og Ida Lucie Brockdorff (1698-?).
Han er begravet i Ålum Kirke.

## Gengivelser
Scheel von Plessen er gengivet i et portrætmaleri af Carl Gustaf Pilo (ca. 1745, Statens Museum for Kunst) og i et maleri af Peter Cramer, som er gengivet i et kobberstik (1751 af Odvardt Helmoldt von Lode), samt i en miniature.